# Magnificent Obsession (1935)
Magnificent Obsession is een Amerikaanse dramafilm uit 1935 onder regie van John M. Stahl. Destijds werd de film in Nederland uitgebracht onder de titel Het legaat van de doctor.

## Verhaal
Een dronken rokkenjager betert zijn leven. Hij wordt een gerespecteerd chirurg, die het gezichtsvermogen van een vrouw wil genezen. Zij werd blind bij een auto-ongeluk, waar hij de verantwoordelijkheid voor droeg.

## Rolverdeling
| Acteur              | Personage       |
| ------------------- | --------------- |
| Irene Dunne         | Helen Hudson    |
| Robert Taylor       | Robert Merrick  |
| Charles Butterworth | Tommy Masterson |
| Betty Furness       | Joyce Hudson    |
| Sara Haden          | Nancy Ashford   |
| Ralph Morgan        | Randolph        |
| Henry Armetta       | Tony            |
| Gilbert Emery       | Dokter Ramsay   |
| Arthur Treacher     | Horace          |
| Beryl Mercer        | Mevrouw Eden    |
| Alyce Ardell        | Elise           |
| Theodore von Eltz   | Dokter Preston  |
| Sidney Bracey       | Butler          |
| Arthur Hoyt         | Perry           |
| Cora Sue Collins    | Ruth            |